# Вауда Канавезе Инфериоре (Торино)
Вауда Канавезе Инфериоре је насеље у Италији у округу Торино, региону Пијемонт.
Према процени из 2011. у насељу је живело 251 становника. Насеље се налази на надморској висини од 393 м.